# 植劇場—天黑請閉眼
《天黑請閉眼》（英語：Close Your Eyes Before It's Dark）為台視、八大電視與公視共同監製之《植劇場》的第四部作品，為懸疑推理系列的第二部劇集。由柯貞年與陳玉勳導演共同執導，並領軍王孔澂、傅凱羚、林品君與吳翰杰等編劇，改編金鐘編劇陳世杰與王詞仰、詹俊傑的原創劇本。由簡嫚書與張書豪搭檔陳禕倫、孫可芳、曹晏豪、徐鈞浩、朱盛平、藍雅芸等新人演員以及黃尚禾與黃迪揚共同領銜主演，並於2016年8月13日開鏡。本劇在2016年12月30日至2017年2月17日間，於台視主頻週五優質戲劇時段首播，八大綜合台則於隔日晚間聯播。
故事講述一群高中登山社社員因一場私照風波而分道揚鑣的十年後，各自懷著芥蒂於山上的民宿重聚，卻引發一連串的死亡悲劇，由此探究人性。本劇播出後，因劇集類型特殊而獲得熱烈的討論，最終回收視亦取得良好的成績，導演與演員的表現均收獲好評，並入圍第52屆金鐘獎七項大獎，最終奪下戲劇節目獎、戲劇節目女配角獎以及音效獎。

## 製作

### 創作
原創編劇陳世杰、王詞仰與詹俊傑因認同恩師王小棣的理念而加入《植劇場》，撰寫了本劇的分集大綱並構想整個人物架構，但因尚有其他文案在手，因此僅執筆第1集。故事的靈感是來自陳世杰參加同學會的經歷，一直都想嘗試撰寫暴風雪山莊設定之劇集的他，將人們來往的反應，加入懸疑推理的元素，透過一群相互熟悉卻又各自懷著秘密的人們，經歷命案而揭露過去，描繪出故事的中心－「人性」。
王小棣認為短片《溺境》有形塑出臺灣味的懸疑類型，因此欽點以該片入圍金馬獎與金穗獎的柯貞年擔任本劇導演暨編劇。首次經營他人劇本的柯貞年，表示「本格推理」和「暴風雪山莊」的設定是不得更動的，隨後也組成了編劇團隊，進行修改劇本的工程。柯貞年將本劇當作7部長片來拍攝，每一集皆以三幕劇規格做安排，且結尾都會留下伏筆和鉤子，好將角色帶入下一個環節。為了讓懸疑推理主題配合集數長度，柯貞年大膽地在前幾集揭曉其中一個大謎團，第5集還安排隱藏角色登場，企圖以新角色的另一視角來重新剖析案件。除了長度是一大難題外，柯貞年透露思考敘事角度與節奏，以及考量觀眾感受亦是困難之處。柯貞年參考了美劇及韓劇注重細節的手法，有意透過新的嘗試，來挑戰觀眾既有的觀劇習慣，並以事件的推展來取代對話戲。
本劇是從一個無心玩笑造成的永久傷害展開，透過修復關係的過程所發生的一連串驚悚意外，凸顯緊密友情中的孤獨，「我一直喜歡拍這種社會寫實的東西，我喜歡把人困在某個地方，拍出人與人之間的糾結。那種無能為力、無可奈何才是真實人生。」柯導說道。《天黑請閉眼》中的命案非縝密的預謀殺人事件，也沒有主要的敘事觀點，並嘗試讓每個角色都藏有黑暗面，展現出不完美的人性，藉此讓觀眾更有共感，也多了分猜忌。本劇點出臺灣社會缺乏著「同理心」，並透過故事和角色來認識世間道理，探究殺人犯背後的動機。
導演於劇情中加入了魔幻寫實元素，刻意設計屍體對話的橋段，以冷眼冷語的方式，旁觀整件案情，讓屍體嘲諷、戲謔活著的角色，想藉此舒緩緊張的氛圍，但卻出乎意料地收獲觀眾感到恐懼的反應。關於引導演員入戲，柯導認為演員們需要依賴想像力來詮釋未經歷過事件，因此透過分享各自黑暗面與秘密的方式，來卸下偽裝、接納彼此，並藉著自身的經歷來連結角色情緒，使他們更加認同戲裡建構的世界。

### 歌曲
| 曲序 | 曲目               |        | 作曲 | 演唱   |
| ---- | ------------------ | ------ | ---- | ------ |
| 1.   | 黑暗之光（片尾曲） | 范宸菲 | 葉穎 | 范宸菲 |

### 播出
本劇在2016年12月30日至2017年2月17日間，於每周五晚間10點在台視主頻週五優質戲劇時段首播兩小時（含映後加廣告約10分鐘的《植日生週記》），八大綜合台則於隔日（周六）晚間10點聯播。公視主頻在2017年3月29日至5月1日間，於每周一至周三晚間9點播出一小時，共剪輯為14集。購買播出版權的愛奇藝於台視首播後的凌晨0點更新，LiTV於2017年4月20日上線，Netflix在2017年8月1日全球上線，MyVideo在2022年8月16日上線。
香港Now觀星台（Now劇集台前身）緊跟台灣，於自選服務推出本劇，2018年8月16日至9月4日間於Now劇集台進行電視播出。新加坡佳樂台在2017年4月26日至5月15日間，於晚間10點10分播出至11點5分。
MyVideo在2022年8月16日上架《植劇場》全系列。

## 演員與角色
- 張書豪飾演的陸柏蒼是一名外科實習醫生，曾為高中登山社社員，他死心塌地地愛著劉澄芳，經歷苦追期與愛情長跑多年，終與她結為連理。張書豪認為醫師做事較小心謹慎，這是擁有直爽個性的他覺得難以詮釋的部分，[15]並坦言此角的情緒非常複雜，因此他花費了多月的時間進行揣摩，[16]而為了表現劇中不同的「害怕」情緒，他依靠「微表情」的展現。[1]
- 簡嫚書飾演身為模特兒的洪曉彤，高中時期與藍毅聰交往，卻因私照外洩事件而遭到退學，並疏遠了背叛她的登山社。簡嫚書認為此角是她演過最帥的角色，冷靜的個性也和她本人相當貼合，[15]不過她認為要演繹看似兇手又不是兇手的曖昧感覺相當困難。[1]
- 曹晏豪飾演富有正義感的周若青，一名積極為正義發聲的社運青年，並因利害關係與藍毅聰關係不睦。
- 未來星11號Q演員孫可芳飾演曉彤的高中死黨，同時也是柏蒼妻子的劉澄芳。劉澄芳是個安靜的女孩，總是擔任著陪襯的角色，這與活潑又喜愛熱鬧的孫可芳相差甚遠。擔心舉手投足會不到位的孫可芳，事前觀賞了許多黑暗類型的電影，藉此投入極端又鬱悶的角色個性中，並透過自己過去的生命經驗，挖掘自身與角色相像的性格與情緒。[17]
- 未來星14號Q演員陳禕倫飾演只要有了目標，就會不擇手段達到的藍綺建設公司富二代藍毅聰。陳禕倫坦言即便他做足了角色準備，但仍無力應付現場的突發狀態，或是正確地接收導演的指示並理解角色，為了改善鏡頭前的不安與不自在，他聽從導演與張書豪的建議，透過了解自身來完成演出。[18][5]
- 未來星10號Q演員徐鈞浩飾演個性溫吞又冷靜的登山社社長李子碩。徐鈞浩坦承自己和李子碩非常相像，使他無意識地自我武裝，導致自己難以進入角色，因此他學著放過自己、放下鑽牛角尖的個性來演繹，[19]並和導演建立信任感，來突破防備心，取得表演上的共識。[5]
- 未來星20號Q演員朱盛平飾演黃毓秀。黃毓秀是個樂天又少根筋的女孩，為團隊裡的開心果，此角色性格正好與朱盛平相當符合。出身劇場的朱盛平經過張書豪和簡嫚書的指導，學習在鏡頭前運用眼睛和手來表演，並為符合角色設定而學習慣用左撇子。[20][21]
- 藍雅芸飾演檢察官白欣怡，為高中登山社副社長，天生患有氣喘。
- 黃尚禾飾演王光偉，綽號阿偉，民宿老闆娘的兒子，充滿著怪異的神祕感。
- 黃迪揚飾演警察陳亞正，為白欣怡的未婚夫。

該劇以彩虹七色「洪」曉彤（紅色）、劉「澄」芳（橙色）、「黃」毓秀（黃色）、陸柏「蒼」（綠色）、「藍」毅聰（藍色）、周若「青」（靛色）、李「子」碩（紫色）以及「白」欣怡（白色）來代表主要角色中的八名登山社社員，而張書豪與簡嫚書也是時隔六年繼《那年，雨不停國》後再度合作。
賴佩霞因支持王小棣的理念而加入《植劇場》，於本劇特別客串非常保護兒子阿偉的民宿老闆娘芳姐，她透過詮釋角色痛失親人的橋段，將內心的思念與懺悔抒發而出，並以素顏的方式出鏡演繹。其他演員包括飾演阿偉愛慕的女子羅巧依的未來星12號Q演員范宸菲，范姜泰基則飾演和若青合作的建商。劇中由黃尚禾詮釋阿偉自慰橋段中的輕喘聲，實際上是由未來星23號Q演員顏毓麟配音。

## 劇情大綱
高中時登山社成員在山中民宿露營，玩殺手遊戲、拍攝DV，製成時光膠囊並相約十年後挖出。然而，成員洪曉彤（簡嫚書飾）和男友藍毅聰（陳禕倫飾）的親密照遭外流，眾人發生爭執不再和睦。
十年後登山社在民宿重聚，白欣怡（藍雅芸飾）因為汽車故障而卡在半路，眾人前往開挖時光膠囊卻發現消失。登山社長李子碩（徐鈞浩飾）在垃圾場發現白欣怡屍體，推測是氣喘發作後撞樹而死。颱風造成山路崩塌亦無訊號，現場成為暴風雪山莊。
眾人將矛頭指向過去曾犯過兇案的民宿老闆兒子阿偉（黃尚禾飾）。曉彤在找線索時遭到阿偉挾持，周若青（曹晏豪飾）與毅聰帶著民宿獵槍搜救，毅聰意外被高壓電線電死，後遭到槍擊。若青認為兇手是阿偉，阿偉則透過無線電表示開槍另有其人。晚餐時眾人被下藥迷昏，並被拖進放屍體的倉庫，清醒後眾人懷疑是芳姐下毒。
被囚禁在他處的芳姐脫困後傷勢過重倒下，眾人發現被槍殺沉入河中的阿偉。陸柏蒼（張書豪飾）半夜帶澄芳逃離，卻遇見從另一端上山的警察陳亞正（黃迪揚飾）。亞正問起女友欣怡死因及事情經過，分別找黃毓秀（朱盛平飾）和澄芳談話，隔日就被發現死在魚塭內。曉彤察覺澄芳有異，便約她私下對質。澄芳坦承自己是兇手，柏蒼則坦白自己在毅聰被電死後朝他補槍，再下藥迷昏眾人，殺死知情的阿偉並嫁禍給他和芳姐，最後殺死懷疑澄芳是犯人的亞正。

## 評價與迴響
本劇驚悚推理的類型因有別於以往的臺灣電視劇而獲得好評，不僅在愛奇藝點擊破百萬，更在播出期間於PTT台劇板取得藍爆的討論人氣，最終集收視也開出了紅盤。由於本劇突破臺劇近年的題材，因此在年輕族群激起漣漪，其懸疑推理的創新腳本以及特殊的拍攝手法均受到青睞，反映現實的故事劇情亦支撐著劇本的品質，而劇中由曹晏豪與徐鈞浩演繹的男同性戀曖昧橋段，亦吸引不少觀眾的支持與討論。偵探書屋店長譚端稱讚柯貞年導演的導戲能力以及賴佩霞令人折服的演技，小說家張耀升說道：「我在看《天黑請閉眼》看見了『命運的壞』，沒有人天生願意去傷害別人，毫無防備全心付出，卻換來被傷害，於是在心裡慢慢長成黑暗。」
〈娛樂重擊〉的影評人Maple認為《天黑請閉眼》獲得高評價，編導自然居功厥偉，但解謎的過程和邏輯並不堅實。比起推理劇，他覺得本劇更像是解開青春謎團的懸疑片，全劇仍著重描繪角色的心境與友誼的拉扯，加上每個角色的個性分明，使得本劇成功地以扣人心弦的人物關係吸引觀眾。雖然劇本有著小缺失，某些片段也有點像是為湊長度而故弄玄虛，抑或是有不少重複的段落，但他認為柯貞年展現出穩健的執導功力，年輕演員的表現雖存在參差之處，但確有漸入佳境之勢。整體而言，他評斷本劇是憑藉角色魅力、影像質感和敘事執導提升劇集品質，懸疑氣氛亦拿捏得宜，但劇本尚有待改善之處。
娛樂評論家柯志遠讚揚本劇掌握了「驚悚類型電影」的箇中三昧，在氣氛、戲劇張力、懸疑節奏與娛樂效果等元素上表現絕佳，不耽溺於戰慄元素的表層，視覺構圖與敘事技巧也自成一格，劇本結構嚴謹，以不規則穿插的機動倒敘手法，鋪陳角色的動機、思維與關係等層次，透過角色心理來深刻化故事的人性厚度，亦為產業立下啟發和前瞻的里程碑。他認為《天黑請閉眼》的故事用人生現實面劃破了絢爛假象的青春，並在左支右絀的狼狽和掙扎中，尋得跨向未來的妥協、領悟以及秩序。同時，他亦表揚演員具人性的演技以及彼此間的化學效應，讓不重疊的人物設定與現實社會產生連結而更有說服力，並稱讚張書豪的細處刻畫、簡嫚書存在感強烈和曹晏豪渾然天成的情緒層次，而徐鈞浩、陳禕倫、孫可芳和朱盛平也成功做到角色辨識度，賴佩霞與黃尚禾的演出，也為劇集注入致命及威脅感。
第52屆金鐘獎評審認為「《天黑請閉眼》角色多樣且個性分明，推理氣氛穩健成熟頗有驚喜，類型表現突出成功。」並稱孫可芳的演出充滿細膩的訊息，將角色受困於愛的封閉結構、掙扎於罪惡感和慾望，最終因謊言傷及所愛之人的心境詮釋到位。
2018，《天黑請閉眼》漫畫版的作者英張獲得金漫獎漫畫新人獎。

## 爭議
原創編劇陳世杰於2018年1月13日在個人Facebook上控訴自己並未收到稿費，雖然對劇集成品不甚滿意，但他仍努力爭取編劇版權，並直指和碩董事長童子賢旗下的CEO趙儷玲剝削《植劇場》的編劇群，要他們簽下放棄版權的不合理條約。當初陳世杰為方便王小棣與製作公司申請補助，而勉強簽下制式的著作權讓渡合約，但此舉使他無法擁有版權，製作公司更表明他需簽下版權讓渡切結書才能領取薪資，這令他相當不滿，也因雙方協議陷入僵局使得爭議油然而生。
王小棣表明節目的資金進出、帳目以及編劇的工作時間都有紀錄，盼陳世杰與和碩旗下的藝碩文創勿傷害《植劇場》，八名導演在內的《植劇場》創始團隊也發出聯合聲明，表示劇組未積欠任何編劇費用，稱陳世杰的薪資爭議是源自他和好風光創意執行股份有限公司未在協議中達成共識所造成，雖然他們不鼓勵陳世杰捍衛權益的方式，但支持他力抗編劇不平等條約的現狀，不過仍期望能以正面導向的方式，來探討大環境裡的編劇權益。
陳世杰事後以明確點名趙儷玲主導著著作權讓渡書簽署的方式，回應矛頭錯誤的質疑，而他在感謝童子賢對影視創作的支持之餘，也表明自己並未針對《植劇場》或任何相關創作團隊，亦相當珍惜此次的合作，但面對不友善的環境，他仍想藉此機會改善陋習、捍衛權益，並明示自己不會保持沉默，且會繼續努力。

## 獎項
| 年度 | 大獎         | 獎項               | 入圍者                                                         | 結果 | 參            |
| ---- | ------------ | ------------------ | -------------------------------------------------------------- | ---- | ------------- |
| 2017 | 第52屆金鐘獎 | 戲劇節目獎         | 戲劇節目獎                                                     | 獲獎 | [ 39 ]        |
| 2017 | 第52屆金鐘獎 | 戲劇節目男配角獎   | 黃尚禾                                                         | 入圍 | [ 39 ]        |
| 2017 | 第52屆金鐘獎 | 戲劇節目女配角獎   | 孫可芳                                                         | 獲獎 | [ 39 ]        |
| 2017 | 第52屆金鐘獎 | 戲劇節目新進演員獎 | 孫可芳                                                         | 入圍 | [ 39 ]        |
| 2017 | 第52屆金鐘獎 | 戲劇節目導演獎     | 柯貞年                                                         | 入圍 | [ 39 ]        |
| 2017 | 第52屆金鐘獎 | 戲劇節目編劇獎     | 王孔澂、王詞仰、吳翰杰、林品君、柯貞年、陳世杰、傅凱羚、詹俊傑 | 入圍 | [ 39 ]        |
| 2017 | 第52屆金鐘獎 | 音效獎             | 盧律銘、簡豐書                                                 | 獲獎 | [ 39 ]        |
| 2018 | 第29屆金曲獎 | 最佳專輯裝幀設計獎 | 盧翊軒《天黑請閉眼電視原聲帶》                                 | 入圍 | [ 40 ] [ 41 ] |

## 外部連結
- 植劇場—天黑請閉眼的Facebook專頁
- 互联网电影数据库（IMDb）上《天黑請閉眼》的资料（英文）
- 電視台官方網站
  - 台視
  - 八大電視
  - 公共電視
- 線上收看
  -  在Netflix上觀看《植劇場—天黑請閉眼》
  - 《植劇場：天黑請閉眼》（页面存档备份，存于）－LiTV